# Cédric Gasser
Cédric Pascal Gasser (* 16. Februar 1998 in Rorschach) ist ein Schweizer Fussballspieler.

## Karriere

### Verein
Gasser begann seine Laufbahn beim FC Steinach, bevor er sich 2012 dem FC St. Gallen anschloss. Beim FCSG rückte er zur Saison 2015/16 in das Kader der Zweitmannschaft vor. Sein Debüt in der Promotion League gab der Innenverteidiger am 5. September 2015 (6. Spieltag) beim 1:2 gegen den SC Cham. Bis Saisonende kam er zu 14 Einsätzen in der dritthöchsten Schweizer Spielklasse, die Spielzeit beendete das Team auf dem 15. Rang und stieg in die 1. Liga ab. In den folgenden beiden Spielzeiten kam Gasser dort zu insgesamt 33 Einsätzen, wobei er ein Tor erzielte. Am 25. Februar 2018 (23. Spieltag) gab er zudem sein Debüt für die erste Mannschaft in der Super League, als er beim 3:0 gegen den FC Lugano in der 87. Minute für Marco Aratore eingewechselt wurde. Bis Sommer 2018 wurde er sieben Mal in der höchsten Schweizer Spielklasse eingesetzt.
Zur folgenden Saison wechselte er auf Leihbasis zum Zweitligisten FC Wil. Er debütierte in der Challenge League am 3. August 2018 (3. Spieltag) beim 2:1 im Spiel gegen Servette Genf, als er in der Nachspielzeit der zweiten Hälfte für Silvio Carlos de Oliveira in die Partie kam. Für Wil war er bis Saisonende 17 Mal im Einsatz. Nach Leihende wurde er 2019 vom liechtensteinischen Hauptstadtklub FC Vaduz verpflichtet. In seiner ersten Saison beim FCV absolvierte er 16 Partien und stieg zur folgenden Spielzeit 2020/21 in die Super League auf. Sein Vertrag war ursprünglich bis 2023 gültig. 2022 wurde sein Vertrag vorzeitig bis 2025 verlängert. 2024 wurde sein Vertrag erneut vorzeitig auf 2026 verlängert.

### Nationalmannschaft
Gasser spielte 2018 vier Mal für die Schweizer U-20-Nationalmannschaft.

## Erfolge
- Liechtensteiner Cup: 2022